# Монтефиасконе
Монтефиаско̀не (на италиански: Montefiascone) е град и община в Централна Италия, провинция Витербо, регион Лацио. Разположен е на 592 m надморска височина. Населението на общината е 13 712 души (към 2010 г.).